# Fortuynia yunkeri
Fortuynia yunkeri är en kvalsterart som beskrevs av Thomas van der Hammen 1963. Fortuynia yunkeri ingår i släktet Fortuynia och familjen Fortuyniidae. Inga underarter finns listade i Catalogue of Life.